# Nervijuncta conjuncta
Nervijuncta conjuncta är en tvåvingeart som först beskrevs av Freeman 1951.  Nervijuncta conjuncta ingår i släktet Nervijuncta och familjen hårvingsmyggor. Inga underarter finns listade i Catalogue of Life.